# Florentino Hernández Girbal
Florentino Hernández Girbal (Béjar, 17 de junio de 1902-Madrid, 6 de agosto de 2002) fue un periodista, escritor, crítico musical y de cine, historiador y biógrafo español.

## Biografía
Hijo de una familia obrera, de padre y abuelos tejedores y de abuelas y madre canillera y costureras, desde muy joven cultivó las letras y durante varios años ejerció el periodismo en Valladolid y Madrid, trabajando también en la primitiva industria del cine mudo español como montador (por ejemplo, de Rosas y espinas 1927, o de La malcasada, 1926), operador o exhibidor. Escribió relatos y crónicas, entrevistas y análisis cinematográficos para las páginas de El Cine, Popular Film, Cinema Variedades y Cinegramas. Antes de la Guerra Civil fue miembro de U.G.T. y miembro de la Logia Matritense número 12; durante la guerra fue miembro de la Alianza de Intelectuales Antifascistas y trabajó para la sección cinematográfica de la revista Altavoz del Frente.
Algunas referencias sugieren que militó además en el PCE, ya que formó parte del consejo de administración de la productora Film Popular desde 1937, una empresa creada por dicho partido durante la guerra y que realizaba la edición periódica del noticiario España al día, con versiones en inglés y francés, y que produjo también reportajes y documentales propagandísticos y distribuyó no sólo producciones propias, sino ajenas, como por ejemplo largometrajes soviéticos. Fundó en ese mismo año la revista Nuevo Cinema.
Encarcelado al término de la guerra civil por «delito de adhesión a la rebelión», se le condenó a treinta años de cárcel, pena conmutada hacia 1942 por otra de doce años y que cumplió entre la cárcel de Alcalá y el penal de Ocaña, donde coincidió con Miguel Hernández, quien ya le había sido presentado por Rafael Alberti en 1938. El 19 de marzo de 1943 se le concedió libertad condicional, y en 1943 marchó a Barcelona, donde contrajo matrimonio con María Iglesias Clavero e intentó retomar su vida emprendiendo con nombre supuesto varios negocios dedicados a la floristería, gran pasión de su mujer.
Sin embargo, en octubre se le declara en busca y captura y es apresado de nuevo en 1944; en 1946 vuelve a escaparse y se le juzga de nuevo por masón; hasta 1955 no logró regularizar su situación, dedicándose desde entonces a escribir biografías sobre españoles ilustres y desde 1956 retoma sus colaboraciones periodísticas con nombre supuesto escribiendo sobre temas musicales e históricos para las revistas Ritmo e Historia y Vida; en octubre de 1959 una comisaría de Barcelona lo «localiza» y le encausa para 1963; en la vista de ese año se paraliza por fin su proceso por masón.
A su muerte, su testamento adjudicó su biblioteca, de unos 8000 volúmenes, a la Casa de la Cultura de Béjar y su archivo personal al Casino Obrero de esa misma localidad.
Recibió la Medalla de Oro de la Academia de las Artes y las Ciencias Cinematográficas de España, la del Ayuntamiento de Béjar y la insignia de oro del Grupo Cultural San Gil y nombramientos como el de académico de la Academia de Bellas Artes de Valladolid, socio de honor del Casino Obrero de Béjar, miembro del Centro de Estudios Bejaranos e hijo predilecto de Béjar, y premios como el de la Diputación de Barcelona y el de la Sociedad General de Autores.

## Obras
- Manuel Fernández y González: el rey del folletín (1931)
- Julián Gayarre: una vida triunfal (1932; reimpreso en Madrid: Ediciones Lira, 1970)
- Salvador Sánchez, Frascuelo: el matador clásico (1934)
- José de Salamanca: el Montecristo español (1963)
- Bandidos célebres españoles (1963 y 1968 segunda parte)
- Amadeo Vives: el músico y el hombre (1971)
- Adelina Patti (la reina del canto) (1979)
- Juan Martín «el Empecinado» (terror de los franceses) (Madrid: Ediciones Lira, 1985)
- Federico Chueca (el alma de Madrid) (1992)
- Con Robert G. Dickson y Juan B. Heinink, Los que pasaron por Hollywood (Madrid: Verdoux, 1992); recopilación de las veinte entrevistas publicadas por Florentino Hernández Girbal entre febrero de 1935 y julio de 1936 en la revista Cinegramas
- Cien cantantes españoles de ópera y zarzuela (1994, primer volumen; 1997, segundo, con el título Otros cien cantantes...)
- Personajes, amigos, recuerdos y añoranzas (1999, memorias).